# Mike Pender
Michael John Prendergast (Kirkdale, 3 maart 1941) is een Britse rock- en popzanger en een van de oprichters van de Merseybeat-band The Searchers. Hij is vooral bekend als de leadzanger op vele hitsingles van The Searchers, waaronder het nummer Needles and Pins en What Have They Done To The Rain?.

## Biografie
De in Liverpool geboren Pender streefde een solocarrière na na het verlaten van The Searchers en bracht een solo-single uit, voordat hij zijn huidige band Mike Pender's Searchers oprichtte, die naast geheel nieuw materiaal en een mix van populaire rockstandards uit zijn vele jaren bij The Searchers, vertolkt werd door klassieke artiesten als Buddy Holly, The Drifters en Roy Orbison. In zijn vroege jaren werkte Pender bij een drukkerij (Charles Birchall & Sons (Liverpool) Ltd.) als een dagtaak tussen het spelen van nachtelijke optredens met The Searchers. Volgens Pender is hijzelf verantwoordelijk voor het kiezen van de bandnaam voor The Searchers. 'De band is opgericht door mijzelf en John McNally. In 1957 gingen John en ik naar de film The Searchers met John Wayne in de hoofdrol. Ik was een fervent western fan en daarom sleepte ik John met me mee om het te zien. Ik neem de eer op voor het kiezen van de naam The Searchers en voor het mede oprichten van de band in zijn oorspronkelijke vorm'. Enkele jaren geleden beweerde Mike Pender dat hij lid was van twee fictieve bands, waarin hij speelde vóór zijn jaren bij The Searchers.
Nadat de Searchers de singles Sweets for My Sweet en Sugar and Spice hadden opgenomen, nam Pender de leadvocale taken over van Tony Jackson. Eind jaren 1970 werden The Searchers gecontracteerd door Seymour Steins Sire Records en namen ze twee gemoderniseerde albums op, waaronder The Searchers en Play for Today, die buiten het Verenigd Koninkrijk de titel Love's Melodies kreeg. The Searchers namen I Don't Want to Be the One op, wat de laatste single zou worden met Pender. Pender verliet The Searchers in 1985 om een solocarrière te beginnen en sloot zich in 1988 aan bij een all-star rockband die bekend staat als The Corporation oftewel de Travelling Wrinklies, wiens naam een parodie was op de populaire rockband Traveling Wilburys. Die band bestond uit Pender, Brian Poole, Clem Curtis, Tony Crane en Reg Presley, de zanger van The Troggs. Terwijl The Searchers bleven optreden, werd Pender vervangen door de nieuwe zanger Spencer James.

## Discografie

### CD Albums
- That Was Then This is Now
- Sweets for My Sweet
- Mike Pender's Searchers Live!
- Best of Mike Pender's Searchers
- Needles & Pins
- The Best of the Searchers (nieuwe versies van the Searchers' classic hits)
- Fab '60s
- Rock N' Roll Reunion: 1964

### CD compilaties
- Rolling Back the Years: The '60s
- Top Ten Hits of the Sixties: Your Favourite Sixties Supergroups
- UK No. 1 Hits of the '60s CD
- Merseybeat - Mike Pender's Searchers with Billy J. Kramer and the Fourmost (1CD)
- The Greatest Hits of Tug Boat Records
- The British '60s Volume 3
- Rolling Back the Years the '60s
- The Best of the Love Songs
- Hits of the '60s
- Dreamtime: Volume 2
- Fab Sixties Boxed set
- Hits of the '60s
- Class Of 64 (One Track Falling Apart at the Seams features Mike Pender)
- Hits of the Searchers/Gerry & the Pacemakers - British '60s CD met 10 cuts van Mike Pender's Searchers en 10 cuts van Gerry Marsden
- The Corporation - Ain't Nothing But a House Party 7" en 12" single met Mike Pender, (of the Searchers), Brian Poole (van Brian Poole & the Tremeloes), Clem Curtis (van the Foundations), Tony Crane (van the Merseybeats/the Merseys) en Reg Presley (van the Troggs)
- Back To the Future - recordings van '90s songs door '60s artiesten Mike Pender vertolkt Weather With You (Crowded House)